# Káto Daviá
Káto Daviá (grec moderne : Κάτω Δαβιά) est une localité située dans le dème de Tripoli, dans le district régional d'Arcadie, dans la périphérie du Péloponnèse, en Grèce.
Selon le recensement de 2021, elle compte 30 habitants.